# 데이비드 브루스

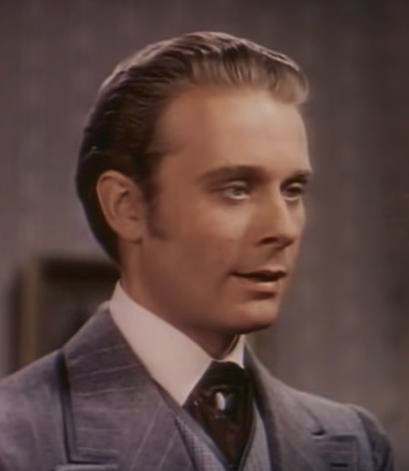

데이비드 브루스(David Bruce, 1914년 1월 6일 ~ 1976년 5월 3일)는 미국의 배우, 영화배우이다.
할리우드에서 사망하였다. 사인은 심근 경색이다.

## 영화
- 지. 아이. 제인 (1997년)
- 마스터슨 오브 캔사스 (1954년)
- 론 레인저 - 49년 시리즈 (1949년)
- 기차 위의 여인 (1945년)
- 미이라의 유령 (1944년)
- 캔트 헬프 싱잉 (1944년)
- 크리스마스 휴가 (1944년)
- 콜벳 K-225 (1943년)
- 울프 선장 (1941년)
- 요크 상사 (1941년)
- 시 호크 (1940년)